# Liste des comtesses, marquises et duchesses de Kent
Cet article fait la liste des comtesses, marquises et duchesses de Kent. La duchesse actuelle est Katharine Worsley, épouse du prince Edward de Kent.

## Famille de Burgh (1227-1243)
| Nom (dates)                                   | Époux                                       | Titres                                  | Éléments biographiques                                                                                     |
| --------------------------------------------- | ------------------------------------------- | --------------------------------------- | --- |
| Marguerite d'Écosse (1193 - 25 novembre 1259) | - Hubert de Burgh (mariage le 19 juin 1221) | - Comtesse de Kent (1227 - 12 mai 1243) | - Princesse de la Maison de Dunkeld. Fille de Guillaume Ier d'Écosse et d'Ermengarde de Beaumont-au-Maine. |

## Maison Plantagenêt (1321-1385)
| Portrait | Nom (dates)                                         | Époux | Titres | Éléments biographiques |
| -------- | --------------------------------------------------- | --- | --- | --- |
|          | Marguerite Wake (1300 - 29 septembre 1349)          | - John IV Comyn (mariage en 1312) - Edmond de Woodstock (mariage le 16 décembre 1325)                                                                             | - Comtesse de Kent (16 décembre 1325 - 19 mars 1330) - Baronne Wake de Liddell (de plein droit, 31 mai 1349 - 29 septembre 1349) | - Fille de John Wake et de Jeanne de Fiennes. - Mère d'Edmond de Kent, de Jeanne de Kent et de Jean de Kent. |
|          | Isabelle de Juliers (?-1411)                        | - Jean de Kent (mariage le 3 avril 1348) - Eustache d'Abrichecourt (mariage en 1360)                                                                              | - Comtesse de Kent (3 avril 1348 - 26 décembre 1352) - Baronne Wake de Liddell (29 septembre 1349 - 26 décembre 1352) | - Princesse de la Maison de Hengebach. Fille de Guillaume V de Juliers et Jeanne de Hainaut. |
|          | Jeanne de Kent (29 septembre 1326/27 - 7 août 1385) | - Thomas Holland (mariage en 1340, déclaré légal en 1349) - William Montagu (mariage en 1341, annulé en 1349) - Édouard de Woodstock (mariage le 10 octobre 1361) | - Reine de Man, comtesse de Salisbury et baronne Montagu (30 janvier 1344 - 13 novembre 1349) - Comtesse de Kent et baronne Wake de Liddell (de plein droit, 26 décembre 1352 - 7 août 1385) - Baronne Holland (15 juillet 1353 - 26 décembre 1360) - Princesse de Galles, duchesse de Cornouailles et comtesse de Chester (10 octobre 1361 - 8 juin 1376) - Princesse d'Aquitaine (19 juillet 1362 - 6 octobre 1372) | - Princesse de la Maison Plantagenêt. Fille d'Edmond de Woodstock et de Marguerite Wake. - Mère de Thomas Holland, de Jeanne Holland, de Jean Holland, de Maud Holland, d'Édouard d'Angoulême et de Richard II d'Angleterre. |

## Famille Holland (1385-1408)
| Nom (dates)                             | Époux                                         | Titres | Éléments biographiques |
| --------------------------------------- | --------------------------------------------- | --- | --- |
| Alice FitzAlan (1350 - 17 mars 1416)    | - Thomas Holland (mariage le 10 avril 1364)   | - Baronne Holland (10 avril 1364 - 25 avril 1397) - Comtesse de Kent et baronne Wake de Liddell (7 août 1385 - 25 avril 1397)                              | - Princesse de la Famille FitzAlan. Fille de Richard FitzAlan et d'Éléonore de Lancastre. - Mère de Thomas Holland, d'Aliénor Holland, de Jeanne Holland, d'Edmond Holland, de Marguerite Holland et d'Éléonore Holland. |
| Joan Stafford (1378 - 1er octobre 1442) | - Thomas Holland (mariage le 20 octobre 1392) | - Comtesse de Kent, baronne Holland et baronne Wake de Liddell (25 avril 1397 - 7 janvier 1400) - Duchesse de Surrey (29 septembre 1397 - 3 novembre 1399) | - Fille de Hugh Stafford et de Philippa de Beauchamp. |
| Lucia Visconti (1380 - 14 avril 1424)   | - Edmond Holland (mariage le 24 janvier 1407) | - Comtesse de Kent, baronne Holland et baronne Wake de Liddell (24 janvier 1407 - 15 septembre 1408)                                                       | - Princesse de la Famille Visconti. Fille de Barnabé Visconti et de Reine della Scala. |

## Famille Neville (1461-1463)
| Nom (dates)                 | Époux                             | Titres                                                                          | Éléments biographiques                              |
| --------------------------- | --------------------------------- | ------------------------------------------------------------------------------- | --------------------------------------------------- |
| Joan Fauconberg (1406-1490) | - William Neville (28 avril 1422) | - Baronne Fauconberg (de plein droit, 1429-1490) - Comtesse de Kent (1461-1463) | - Fille de Thomas Fauconberg et de Joan Brounflete. |

## Famille Grey (1465-1740)
Henry Grey, comte de Kent depuis 1702 est élevé à la pairie de Grande-Bretagne en 1706 par la reine Anne au rang de marquis de Kent, comte d'Harold et vicomte Goderich, puis de duc de Kent en 1710. Le duché, le marquisat et le comté de Kent disparaissent avec lui, car il a survécu à tous ses fils et n'a pas d'héritiers collatéraux mâles. Cependant, deux titres subsidiaires (la baronnie de Lucas de Crudwell et le marquisat de Grey) passent à sa petite-fille, Jemima Yorke.
| Portrait | Nom (dates)                                  | Époux                                                                | Titres | Éléments biographiques                                                                             |
| -------- | -------------------------------------------- | -------------------------------------------------------------------- | --- | -------------------------------------------------------------------------------------------------- |
|          | Katherine Percy (18 mai 1423 - 1475)         | - Edmond Grey                                                        | - Comtesse de Kent (30 mai 1465 - 1475) | - Princesse de la Famille Percy. Fille d'Henry Percy et d'Éléonore Neville. - Mère de George Grey. |
|          | Katherine Herbert                            | - George Grey                                                        | - Comtesse de Kent (1490-?) | - Fille de William Herbert et d'Anne Devereux. - Mère d'Henry Grey.                                |
|          | Susan Bertie (1554-?)                        | - Reginald Grey (mariage en 1570) - John Wingfield (mariage en 1581) | - Comtesse de Kent (1570 - 15 mars 1573) | - Fille de Richard Bertie et de Catherine Willoughby.                                              |
|          | Elizabeth Talbot (1582 - 7 décembre 1651)    | - Henry Grey (mariage le 16 novembre 1601)                           | - Baronne Grey de Ruthin (16 novembre 1601 - 21 novembre 1639) - Comtesse de Kent (26 septembre 1623 - 21 novembre 1639) | - Fille de Gilbert Talbot et de Mary Cavendish.                                                    |
|          | Marie Courteen (? - 9 mars 1644)             | - Henry Grey                                                         | - Comtesse de Kent (9 novembre 1643 - 9 mars 1644) | - Fille de William Courteen.                                                                       |
|          | Amabel Benn (1607-1698)                      | - Antoine Fane - Henry Grey (mariage le 1er août 1644)               | - Comtesse de Kent (1er août 1644 - 2 mai 1663) | - Fille d'Anthony Benn et de Jane Evelyn. - Mère d'Anthony Grey.                                   |
|          | Mary Lucas (? - 1er novembre 1702)           | - Anthony Grey (mariage le 2 mars 1663)                              | - Comtesse de Kent (2 mai 1663 - 19 août 1702) - Baronne Lucas de Crudwell (de plein droit, 7 mars 1663 - 1er novembre 1702) | - Fille de John Lucas et d'Anne Nevill. - Mère d'Henry Grey.                                       |
|          | Jemima Crew (1675 - 2 juillet 1728)          | - Henry Grey (mariage en 1694)                                       | - Comtesse (19 août 1702 - 14 décembre 1706), marquise (14 décembre 1706 - 28 avril 1710) puis duchesse de Kent (28 avril 1710 - 2 juillet 1728) - Baronne Lucas de Crudwell (1er novembre 1702 - 2 juillet 1728) - Comtesse de Harold et vicomtesse Goderich (14 décembre 1706 - 2 juillet 1728) | - Fille de Thomas Crew et d'Anne Armine. - Mère d'Anthony Grey.                                    |
|          | Sophia Bentinck (4 avril 1701 - 5 juin 1741) | - Henry Grey (mariage le 24 mars 1729)                               | - Duchesse de Kent, comtesse de Harold, vicomtesse Goderich et baronne Lucas de Crudwell (24 mars 1729 - 5 juin 1740) - Marquise Grey (19 mai 1740 - 5 juin 1740) | - Fille de Hans Willem Bentinck et de Jane Martha Temple.                                          |

## Maison de Hanovre (1799-1820)
Le prince Édouard-Auguste est créé duc de Kent et de Strathearn dans la pairie de Grande-Bretagne par son père, George III, en 1799. En 1818, il épouse Victoire de Saxe-Cobourg-Saalfeld, régente de la principauté de Linange. Le duc meurt en 1820, tandis que la duchesse meurt en 1861. Elle ne s'est jamais remariée, mais il circulait des rumeurs non prouvées d'une liaison avec John Conroy,,.
| Portrait | Nom (dates)                                                     | Époux | Titres | Eléments biographiques |
| -------- | --------------------------------------------------------------- | --- | --- | --- |
|          | Victoire de Saxe-Cobourg-Saalfeld (17 août 1786 - 16 mars 1861) | - Emile-Charles de Leiningen (mariage le 21 décembre 1803) - Édouard-Auguste de Kent (mariage le 29 mai 1818) | - Princesse de Linange (9 janvier 1807 - 4 juillet 1814) - Duchesse de Kent et de Strathearn (29 mai 1818 - 23 janvier 1820) | - Princesse de la Maison de Saxe-Cobourg-Gotha. Fille de François de Saxe-Cobourg-Saalfeld et d’Augusta Reuss d'Ebersdorf. - Mère de Charles de Linange, de Théodora de Leiningen et de Victoria du Royaume-Uni. |

## Maison de Saxe-Cobourg-Gotha (1866-1900)
La grande-duchesse Maria Alexandrovna de Russie devient comtesse de Kent en 1874 lors de son mariage avec le prince Alfred, qui a reçu de sa mère le comté de Kent dans la pairie du Royaume-Uni huit ans plus tôt. Le couple est plus connu sous ses titres de duc et duchesse d'Édimbourg puis de duc et duchesse de Saxe-Cobourg-Gotha. Le duc meurt en 1900 et la duchesse en 1920. Ils ont survécu à leur fils unique, Alfred, mort en 1899.
| Portrait | Nom (dates)                                                      | Époux                                                | Titres | Éléments biographiques |
| -------- | ---------------------------------------------------------------- | ---------------------------------------------------- | --- | --- |
|          | Maria Alexandrovna de Russie (17 octobre 1853 - 24 octobre 1920) | - Alfred Ier de Saxe-Cobourg-Gotha (mariage en 1874) | - Grande-duchesse de Russie (17 octobre 1853 - 23 janvier 1874) - Duchesse d'Édimbourg, comtesse de Kent et d'Ulster (23 janvier 1874 - 30 juillet 1900) - Duchesse de Saxe-Cobourg-Gotha (22 août 1893 - 30 juillet 1900) | - Princesse de la maison de Holstein-Gottorp-Romanov. Fille d'Alexandre II de Russie et de Marie de Hesse-Darmstadt. - Mère d'Alfred de Saxe-Cobourg-Gotha, de Marie de Saxe-Cobourg-Gotha, de Victoria-Mélita de Saxe-Cobourg-Gotha, d'Alexandra de Saxe-Cobourg-Gotha et de Béatrice de Saxe-Cobourg-Gotha. |

## Maison Windsor (1934-)
Le prince George est créé duc de Kent par son père George V en 1934, quelques semaines avant son mariage avec la princesse Marina de Grèce. Elle est la cousine du futur prince consort Philip Mountbatten. George est décédé en 1942, laissant ses titres à son fils de six ans, le prince Edward. Marina continue d'être appelée "la duchesse de Kent" jusqu'au mariage d'Edward, puis est appelée "la princesse Marina, duchesse de Kent" jusqu'à sa mort en 1968 .
| Portrait | Nom (dates)                                       | Époux                                          | Titres | Éléments biographiques | Armoiries |
| -------- | ------------------------------------------------- | ---------------------------------------------- | --- | --- | --------- |
|          | Marina de Grèce (13 décembre 1906 - 27 août 1968) | - George de Kent (mariage le 29 novembre 1934) | - Princesse de Grèce et de Danemark (13 décembre 1906 - 29 novembre 1934) - Duchesse de Kent, comtesse de St Andrews, baronne Downpatrick (29 novembre 1934 - 25 août 1942) | - Princesse de la Maison de Glücksbourg. Fille de Nicolas de Grèce et de Hélène Vladimirovna de Russie. - Mère d'Edward de Kent, d'Alexandra de Kent et de Michael de Kent. |           |
|          | Katharine Worsley (22 novembre 1933)              | - Edward de Kent (mariage le 8 juin 1961)      | - Duchesse de Kent, comtesse de St Andrews, baronne Downpatrick (8 juin 1961)                                                                                               | - Fille de William Worsley et de Joyce Morgan Brunner. - Mère de George Windsor et de Nicholas Windsor.                                                                     |           |

Le fils aîné d'Edward et Katharine, George Windsor, a épousé Sylvana Tomaselli en 1988. Ils sont actuellement connus sous le titre de comte et comtesse de St Andrews. Comme George est un descendant de troisième génération de la couronne, il n'est pas prince. À son accession, Sylvana portera donc le titre de Sa Grâce, la duchesse de Kent.
Edward, le fils unique de George et Sylvana, né en 1988, est actuellement célibataire.